# Lijst van plaatsen in Ierland naar inwonertal
Dit is een lijst van plaatsen in Ierland. In het vet zijn de cities aangegeven.
| #   | Plaats en county                         | County                               | Inwonertal (2022) |
| --- | ---------------------------------------- | ------------------------------------ | ----------------- |
| 1   | Dublin & buitenwijken                    | County Dublin                        | 1.263.219         |
| 2   | Cork & buitenwijken                      | County Cork                          | 222.526           |
| 3   | Limerick & buitenwijken                  | County Limerick en County Clare      | 102.287           |
| 4   | Galway & buitenwijken                    | County Galway                        | 85.910            |
| 5   | Waterford & buitenwijken                 | County Waterford en County Kilkenny  | 60.079            |
| 6   | Drogheda & omgeving                      | County Louth en County Meath         | 44.315            |
| 7   | Dundalk & buitenwijken                   | County Louth                         | 43.112            |
| 8   | Swords                                   | County Fingal                        | 40.776            |
| 9   | Navan & omgeving                         | County Meath                         | 33.886            |
| 10  | Bray & omgeving                          | County Dublin en County Wicklow      | 33.512            |
| 11  | Ennis & omgeving                         | County Clare                         | 27.923            |
| 12  | Carlow & omgeving                        | County Carlow en County Laois        | 27.351            |
| 13  | Kilkenny & omgeving                      | County Kilkenny                      | 27.184            |
| 14  | Naas                                     | County Kildare                       | 26.180            |
| 15  | Tralee & omgeving                        | County Kerry                         | 26.079            |
| 16  | Newbridge & omgeving                     | County Kildare                       | 24.366            |
| 17  | Balbriggan & omgeving                    | County Fingal                        | 24.322            |
| 18  | Portlaoise & omgeving                    | County Laois                         | 23.494            |
| 19  | Athlone                                  | County Westmeath en County Roscommon | 22.869            |
| 20  | Mullingar & omgeving                     | County Westmeath                     | 22.667            |
| 21  | Letterkenny & omgeving                   | County Donegal                       | 22.549            |
| 22  | Greystones & omgeving                    | County Wicklow                       | 22.009            |
| 23  | Wexford & omgeving                       | County Wexford                       | 21.524            |
| 24  | Sligo & omgeving                         | County Sligo                         | 20.608            |
| 25  | Celbridge                                | County Kildare                       | 20.601            |
| 26  | Malahide                                 | County Fingal                        | 18.608            |
| 27  | Clonmel & omgeving                       | County Tipperary en County Waterford | 18.369            |
| 28  | Carrigaline                              | County Cork                          | 18.239            |
| 29  | Maynooth                                 | County Kildare                       | 17.259            |
| 30  | Leixlip                                  | County Kildare                       | 16.733            |
| 31  | Ashbourne                                | County Meath                         | 15.680            |
| 32  | Laytown-Bettystown-Mornington-Donacarney | County Meath                         | 15.642            |
| 33  | Tullamore & omgeving                     | County Offaly                        | 15.598            |
| 34  | Killarney & omgeving                     | County Kerry                         | 14.412            |
| 35  | Cobh & omgeving                          | County Cork                          | 14.148            |
| 36  | Midleton & omgeving                      | County Cork                          | 13.906            |
| 37  | Mallow & omgeving                        | County Cork                          | 13.456            |
| 38  | Arklow & omgeving                        | County Wicklow                       | 13.399            |
| 39  | Castlebar & omgeving                     | County Mayo                          | 13.054            |
| 40  | Wicklow & omgeving                       | County Wicklow                       | 12.956            |
| 41  | Enniscorthy & omgeving                   | County Wexford                       | 12.310            |
| 42  | Cavan & omgeving                         | County Cavan                         | 11.741            |
| 43  | Gorey & omgeving                         | County Wexford                       | 11.517            |
| 44  | Tramore & omgeving                       | County Waterford                     | 11.277            |
| 45  | Athy                                     | County Kildare                       | 11.035            |
| 46  | Longford & omgeving                      | County Longford                      | 10.952            |
| 47  | Rush                                     | County Fingal                        | 10.875            |
| 48  | Portmarnock                              | County Fingal                        | 10.750            |
| 49  | Skerries                                 | County Fingal                        | 10.743            |
| 50  | Ballina                                  | County Mayo                          | 10.556            |
| 51  | Kildare                                  | County Kildare                       | 10.302            |
| 52  | Shannon & omgeving                       | County Clare                         | 10.256            |
| 53  | Dungarvan & omgeving                     | County Waterford                     | 10.081            |
| 54  | Ratoath                                  | County Meath                         | 10.077            |
| 55  | Nenagh & omgeving                        | County Tipperary                     | 9.895             |
| 56  | Donabate                                 | County Fingal                        | 9.669             |
| 57  | Tuam & omgeving                          | County Galway                        | 9.647             |
| 58  | Trim & omgeving                          | County Meath                         | 9.563             |
| 59  | Portarlington                            | County Laois en County Offaly        | 9.288             |
| 60  | Lusk                                     | Country Dublin                       | 8.806             |
| 61  | Kilcock                                  | County Kildare                       | 8.674             |
| 62  | New Ross & omgeving                      | County Wexford                       | 8.610             |
| 63  | Youghal & omgeving                       | County Cork                          | 8.564             |
| 64  | Bandon & omgeving                        | County Cork                          | 8.196             |
| 65  | Thurles & omgeving                       | County Tipperary                     | 8.564             |
| 66  | Clane                                    | County Kildare                       | 8.152             |
| 67  | Monaghan & omgeving                      | County Monaghan                      | 7.894             |
| 68  | Edenderry & omgeving                     | County Offaly                        | 7.888             |
| 69  | Kinsealy-Drinan & omgeving               | Country Dublin                       | 7.526             |
| 70  | Newcastle West                           | County Limerick                      | 7.209             |
| 71  | Dunboyne                                 | County Meath                         | 7.155             |
| 72  | Buncrana & omgeving                      | County Donegal                       | 6.971             |
| 73  | Westport & omgeving                      | County Mayo                          | 6.872             |
| 74  | Fermoy & omgeving                        | County Cork                          | 6.720             |
| 75  | Dunshaughlin                             | County Meath                         | 6.644             |
| 76  | Kells & omgeving                         | County Meath                         | 6.608             |
| 77  | Ballinasloe & omgeving                   | County Galway en County Roscommon    | 6.644             |
| 78  | Roscommon                                | County Roscommon                     | 6.555             |
| 79  | Loughrea                                 | County Galway                        | 6.322             |
| 80  | Sallins                                  | County Kildare                       | 6.269             |
| 81  | Passage West & omgeving                  | County Cork                          | 6.051             |
| 82  | Kinsale                                  | County Cork                          | 5.991             |
| 83  | Oranmore & omgeving                      | County Galway                        | 5.819             |
| 84  | Rathcoole & omgeving                     | County Dublin                        | 5.792             |
| 85  | Carrick-on-Suir & omgeving               | County Tipperary & County Waterford  | 5.752             |
| 86  | Carrickmacross & omgeving                | County Monaghan                      | 5.745             |
| 87  | Blessington                              | County Wicklow & County Kildare      | 5.611             |
| 88  | Carrigtwohill & omgeving                 | County Cork                          | 5.568             |
| 89  | Roscrea                                  | County Tipperary                     | 5.542             |
| 90  | Ardee & omgeving                         | County Louth                         | 5.478             |
| 91  | Ballybofey-Stranorlar                    | County Donegal                       | 5.406             |
| 92  | Tipperary & omgeving                     | County Tipperary                     | 5.387             |
| 93  | Monasterevin                             | County Kildare                       | 5.307             |
| 94  | Tullow                                   | County Carlow                        | 5.138             |
| 95  | Clonakilty                               | County Cork                          | 5.112             |
| 96  | Mountmellick & omgeving                  | County Laois                         | 4.905             |
| 97  | Duleek & omgeving                        | County Meath                         | 4.899             |
| 98  | Cashel                                   | County Tipperary                     | 4.805             |
| 99  | Listowel                                 | County Kerry                         | 4.794             |
| 100 | Carrick-On-Shannon & omgeving            | County Leitrim & County Roscommon    | 4.743             |